# Lazzaretto di Marnate
Il lazzaretto di Marnate, o lazzaretto di San Rocco, noto anche come oratorio di San Rocco, è un edificio religioso di Marnate, in provincia di Varese, situato in via del Lazzaretto, intitolato a San Rocco, protettore degli appestati.

## Storia
L'oratorio fu edificato in memoria della peste del 1630 tra il 1689 e il 1707 e nel 1911 fu adibito a ospedale per i malati di colera. Nel 1933, in seguito a una visita pastorale, fu disposto che il lazzaretto fosse restaurato entro due mesi: furono dunque messi in sicurezza il tetto e le pareti e restaurato l'apparato pittorico.
Durante la seconda guerra mondiale fu utilizzato come magazzino dall'esercito tedesco. Tornò alla sua originaria funzione di edificio di culto al termine del conflitto.

## Architettura
L'edificio presenta una pianta con aula rettangolare e presbiterio quadrato leggermente rialzato grazie ad alcuni gradini, all'interno del quale si collocano l'altare e il dipinto a parete Vergine Maria con Bambino. La struttura muraria è composta da ciottoli e mattoni legati con malta di allettamento. La copertura dell'aula è a due falde che coprono un soffitto piano, mentre il presbiterio è coperto con volta a crociera.